# Рубикон
Рубико́н (лат. Rubicō, итал. Rubicone) — небольшая река на Апеннинском полуострове, впадает в Адриатическое море, к северу от Римини. До 42 года до н. э. служила границей между Италией и римской провинцией Цизальпийская Галлия.
На реке расположен город Савиньяно-суль-Рубиконе. Он является небольшим индустриальным городом, а река превратилась в настоящую сточную канаву в области Эмилия-Романья. Интенсивная эксплуатация подземных вод в верхнем русле Рубикона наряду с естественным высыханием весной истощили его воды. Это была незначительная река даже в древнеримские времена, но с тех пор Рубикон ещё более изменился и оскудел.

## Название
Современное итальянское название Rubicone происходит от латинского Rubicō, этимология которого не ясна. По одной из версий латинское название может восходить к слову rŭbǐcundus («ярко-красный»).

## История реки
Река широко известна благодаря выражению «перейти Рубикон», означающему некоторое бесповоротное решение. История этого выражения восходит к событиям 10 января 49 года до н.э., когда Цезарь, бывший проконсулом Галлии, перевёл свои войска (которыми он, по закону, мог распоряжаться только в пределах своей провинции) через Рубикон и вторгся в Италию, что являлось актом открытого мятежа. Таким образом была начата гражданская война, которая привела к падению республики и диктатуре Цезаря. По рассказам древних авторов, приказ о переходе Рубикона Цезарь отдал после сильных колебаний, сказав при этом: «жребий брошен!» (в другом варианте по-гречески: «да будет брошен жребий!»). С тех пор выражение «перейти Рубикон» означает «пройти точку невозврата», то есть совершённое действие, после которого уже невозможно отказаться от замысла или вернуться назад. 
Аналогичный фразеологизм — «жребий брошен» (лат. ālea iacta est) — слова, которые произнёс Цезарь, решившись на переход.
В 42 году до н.э. Октавиан, будущий император, а в тот момент консул и член II Триумвирата, включил Цизальпинскую Галлию в состав Италии. В результате Рубикон перестал быть северной границей Италии.
После падения Римской империи и в течение первых столетий Средневековья прибрежная равнина между Равенной и Римини затоплялась много раз. Рубикон, вместе с другими маленькими реками области, часто менял своё русло. Чтобы снабдить области водой для возрождения сельского хозяйства после Средневековья, а также чтобы предотвратить новые наводнения и отрегулировать потоки, в течение XIV и XV столетия стали строить плотины и рыть водоотводы. В результате эти реки превратились в прямые потоки, которыми они фактически являются сегодня.
В 1933 году были предприняты серьёзные попытки отыскать месторасположение реки. Река Фьюмичино, пересекающая город Савиньяно-ди-Романья (теперь Савиньяно-суль-Рубиконе), была официально идентифицирована как прежний Рубикон. Заключительное доказательство, подтверждающее эту теорию, было найдено только в 1991 году, когда трое итальянских учёных (Пиньотти, Равальи и Донати), сопоставив несколько древних источников (в частности, Пейтингерову таблицу), показали, что расстояние от Рима до Рубикона составляло около 320 километров.

## Гидрологический режим
Среднегодовой расход воды невысокий: в верхнем течении (Монтальбано) — 0,22 м3/сек.; в Савиньяно-суль-Рубиконе — 0,27 м3/сек.; в Сан-Мауро-Пасколи — 0,29 м3/сек.; вблизи устья — 1,08 м3/сек.

## Населённые пункты
В долине Рубикона расположены 4 коммуны, объединённые в так называемый «Город Рубикона»: Савиньяно-суль-Рубиконе, Гаттео, Гамбеттола и Сан-Мауро-Пасколи.

## Комментарии
1. ↑  Между 1991 и 2011 годами.
2. ↑  итал. Città del Rubicone